# Stop-Loss
Stop-Loss is een Amerikaanse oorlogs-dramafilm uit 2008 onder regie van Kimberly Peirce. Hoewel het verhaal fictief is, bestaat de omstreden stop-loss beleidsregel waar de productie over gaat in de Verenigde Staten echt.

## Verhaal
Sergeant Brandon King (Ryan Phillippe) meldde zich ooit vrijwillig aan bij het United States Army om zijn land te dienen en heeft inmiddels meer dan 150 missies erop zitten. Tijdens de laatste hiervan liep hij in de Irakoorlog met zijn troep in een hinderlaag. Deze kostte verschillende van zijn strijdmakkers het leven en hijzelf overleefde maar net. Daarom besluit King bij terugkomst in de Verenigde Staten dat het mooi geweest is en dat hij afzwaait. Dat blijkt geen seconde te laat, want zowel hijzelf als zijn medestrijders Steve Shriver (Channing Tatum) en Tommy Burgess (Joseph Gordon-Levitt) kampen met psychische klachten die ze hebben overgehouden aan hun ervaringen in Irak.
King komt voor een nare verrassing te staan wanneer hij zijn spullen gaat inleveren en zijn ontslagpapieren denkt op te halen. In plaats hiervan krijgt hij een schrijven dat hem informeert waar hij zich moet melden voor een nieuwe uitzending. Dit blijkt geen fout, want het Amerikaanse leger maakt gebruik van een omstreden beleidsregel bekend als de stop-loss policy. Dit houdt in dat het leger zich het recht voorbehoudt om strijders in oorlogstijd opnieuw - verplicht - uit te zenden, ook al hebben zij hun contract uitgediend. De militairen in kwestie hebben niet het recht te weigeren.
King klopt met zijn probleem aan bij luitenant-kolonel Boot Miller (Timothy Olyphant) in de hoop dit in redelijkheid op te lossen. Miller wil hiervan niets weten en wil dat King gewoon teruggaat naar Irak. Om te voorkomen dat hij deserteert laat hij King direct oppakken om hem vast te zetten, totdat hij uitgezonden kan worden. King walgt van de stank voor dank die hij krijgt en is vastbesloten om niet terug naar Irak te gaan. Hij ontsnapt aan zijn bewakers en slaat op de vlucht, waarop de militaire politie stad en land naar hem begint af te zoeken. Hijzelf gaat op pad naar Washington D.C. in de hoop dat senator Orton Worrell (Josef Sommer) iets voor hem kan betekenen. Shrivers vriendin Michelle (Abbie Cornish) biedt King aan hem te brengen, omdat zijn familie waarschijnlijk in de gaten gehouden wordt en zij niet uitsluit dat haar vriend tot hetzelfde verplicht wordt, terwijl ook deze wil stoppen als militair.

## Rolverdeling
- Rob Brown - Soldaat Isaac 'Eyeball' Butler
- Victor Rasuk - Soldaat Rico Rodriguez
- Terry Quay - Soldaat Al 'Preacher' Colson
- Matthew Scott Wilcox - Soldaat Harvey 'Rabbit' Lankford
- Connett Brewer - Curtis
- Linda Emond - Ida King, Brandons moeder
- Ciarán Hinds - Roy King, Brandons vader
- Mamie Gummer - Jeanie
- Steven Strait - Michael Colson